# Château de Gratot
Le château de Gratot est une ancienne demeure fortifiée, de la fin du XIIIe début du XIVe siècle, mainte fois remaniée et abandonnée au début du XXe siècle, dont les vestiges se dressent, dans le Cotentin, sur le territoire de la commune française de Gratot, dans le département de la Manche, en région Normandie.
L'ancien château est partiellement classé aux monuments historiques.

## Localisation
Les ruines du château sont situées, derrière l'église Notre-Dame, sur la commune de Gratot, dans le département français de la Manche.

## Historique
Bâti dès le XIIIe siècle, il est maintes fois transformé jusqu'à son apogée au XVIIe siècle, devenant le siège d'un marquisat, avant d'être laissé à l'abandon au XIXe siècle, et de devenir aujourd'hui un lieu touristique.
La famille de Gratot nous est connue dès le XIe siècle. Un Clérembault de Gratot accompagne le duc de Normandie Guillaume lors de la conquête de l'Angleterre. En 1126, c'est encore un Clérembault de Gratot qui souscrit une charte à l'abbaye de Lessay.
En 1204, lors de la conquête de la Normandie par Philippe Auguste, le seigneur de Gratot, Richard de Creully, ayant pris fait et cause pour le roi d'Angleterre, Jean sans Terre, se voit confisquer ses terres et château par le roi de France, qui probablement les fieffas à l'un de ses partisans.
En 1251, le château et les terres passent entre les mains de la famille d'Argouges, à la suite du mariage de Jeanne de Gratot avec Guillaume d'Argouges. Les d'Argouges conserveront Gratot jusqu'en 1771, sauf pendant quelques brèves périodes, notamment au XIVe siècle, ou il est passé par mariage à la famille de Saussey. Mais dès 1384, il est la possession de Guillaume d'Argouges qui rend aveu de son fief à la sergenterie de rattachement.
En 1419, les enfants d'Henri d'Argouges se verront eux aussi privés de leur fief ayant pris partis pour les Anglais. Il est alors remis à Gilbert d'Harsal, écuyer royal, mais dès 1424, il leur fait retour, Jean d'Argouges ayant épousé Vicente d'Harsal.
C'est Philippe d'Argouges, le père de Jean, qui bâtit, au XIVe siècle, le château actuel sur les bases de l'ancien château féodal.
Les d'Argourges n'y résidaient qu'épisodiquement, car ils possédaient d'autres fiefs dont celui de Rânes, près d'Argentan. Toutefois, en 1652[sic], Michel d'Argouges épousera la sœur aînée du maréchal de Tourville, fief voisin, et Louis d'Argouges, au XVIIe siècle, verra ses terres élevées au titre de marquisat,.
Le dernier de cette famille à avoir occupé Gratot est le marquis Jean-Antoine d'Argouges, qui en 1777 à son décès, avait vendu six ans plus tôt le château en viager à l'évêque de Coutances, Monseigneur Ange-François de Talaru de Chalmazel. Un lointain cousin du marquis contesta l'héritage en justice et obtint gain de cause et put récupérer le château. À la mort de ce cousin, sa veuve revendit le tout.
Le dernier seigneur de Gratot sera Guillaume-François Douessey, conseiller au Parlement de Normandie. Il sera élu pour représenter la noblesse au bailliage de Coutances, pour la préparation à la réunion des États généraux.
Monsieur Quesnel, bourgeois de Coutances, l'acquiert après la Révolution et le lègue à mademoiselle Quesnel de la Morinière. Laissé à l'abandon au XIXe siècle par ses différents propriétaires, il se dégrade rapidement et est totalement abandonné au début du XXe siècle. Seuls les communs utilisés pour les besoins de la ferme du château ont toujours été entretenus.
Devenu propriété de M. Lemerre, éditeur parisien, ce dernier le vend en 1918.
En 1924, le fermier des terres de Gratot, Jean Tiphaigne (1887-1954), achète le domaine, s'endettant afin de pouvoir poursuivre l'exploitation des terres. Il entretient les toitures des communs lui servant de greniers à fourrage. En 1968, Jean-Pierre Tiphaigne (1948-2006), son petit-fils, anime un premier chantier de bénévoles, afin de dégager les ruines, et crée le Centre d'animation du château de Gratot assurant depuis sa restauration et son animation.

## Description

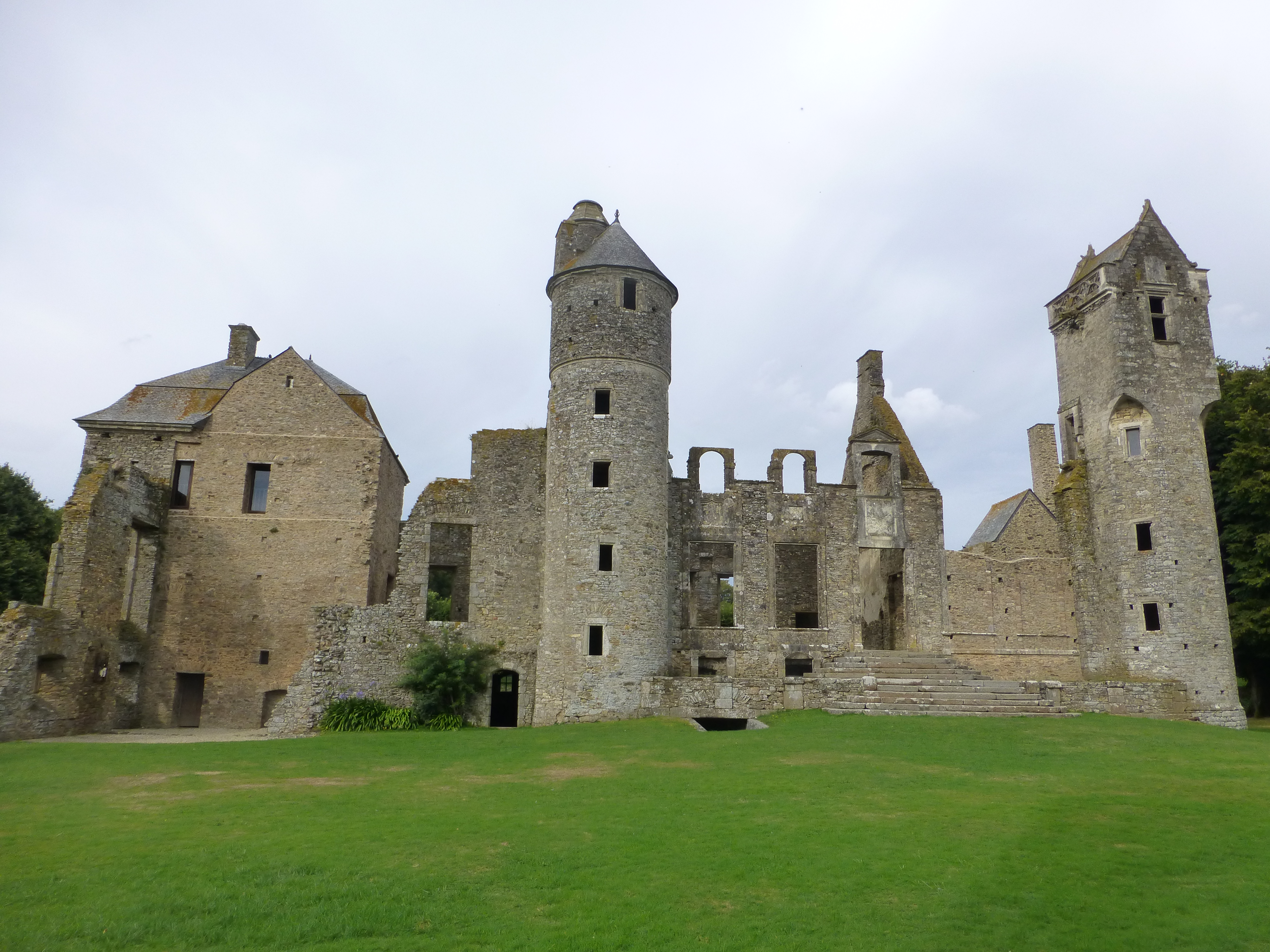
L'aile restaurée du XVIIIe siècle, tours, escalier et ruines principales du château.

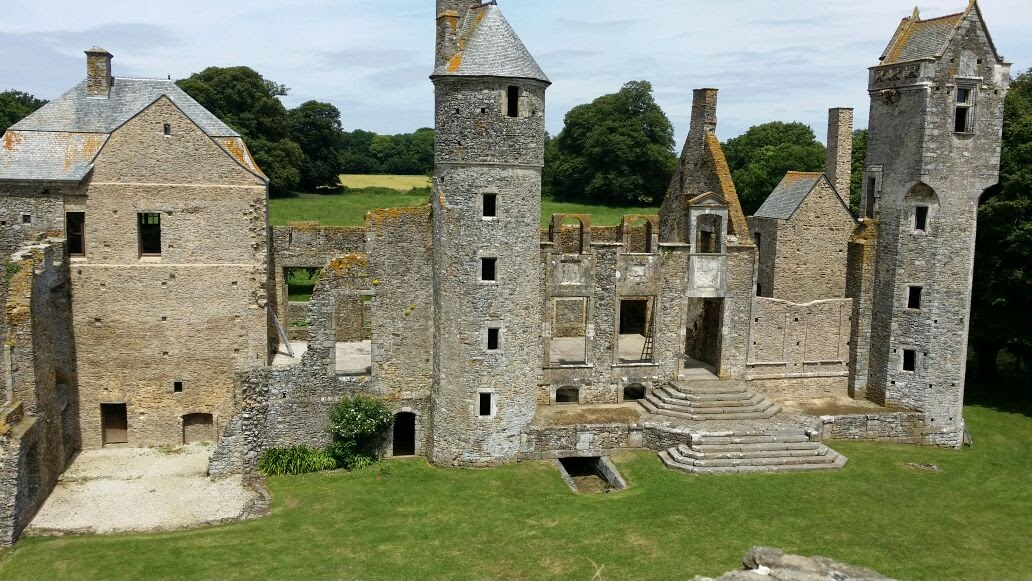
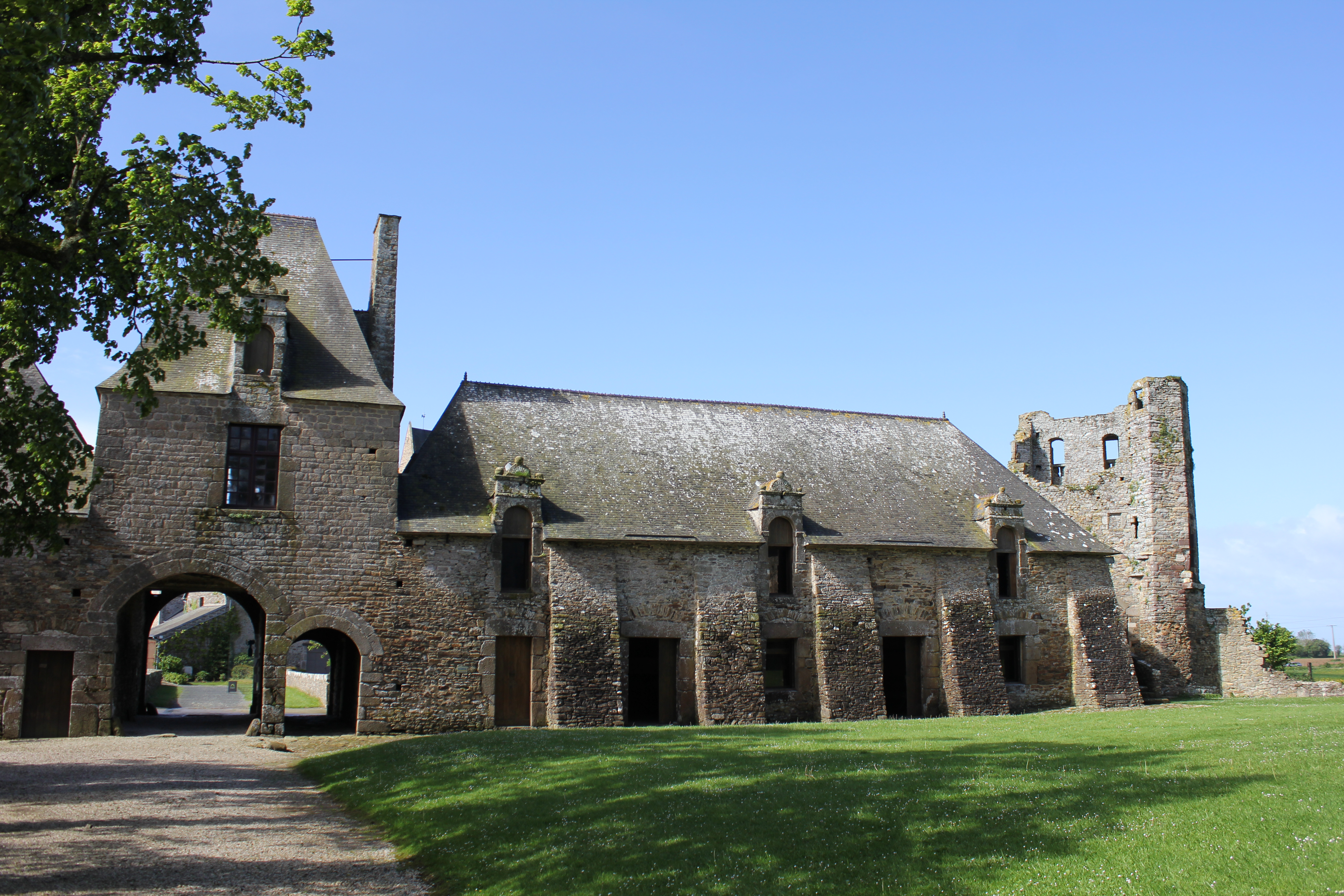
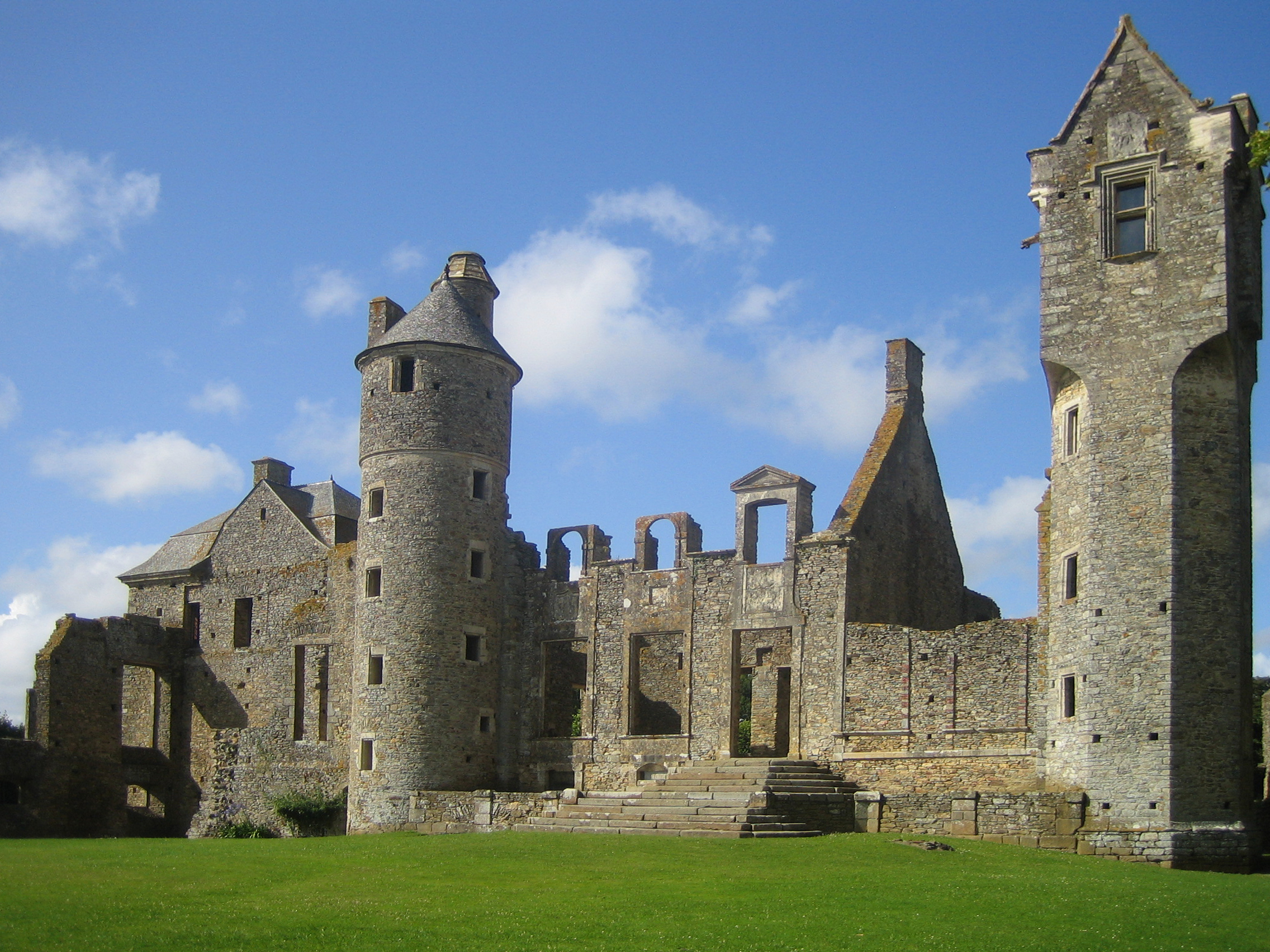
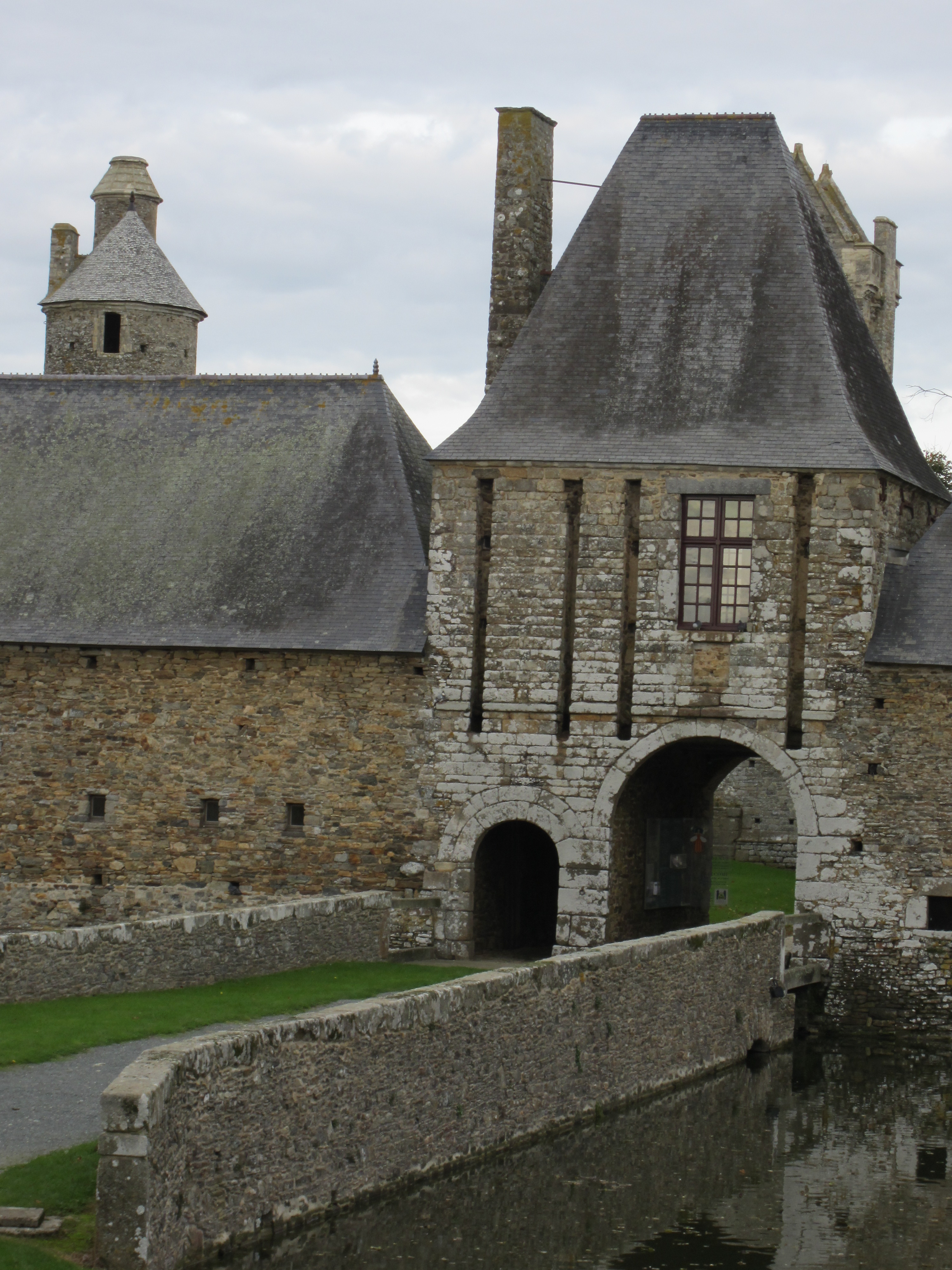
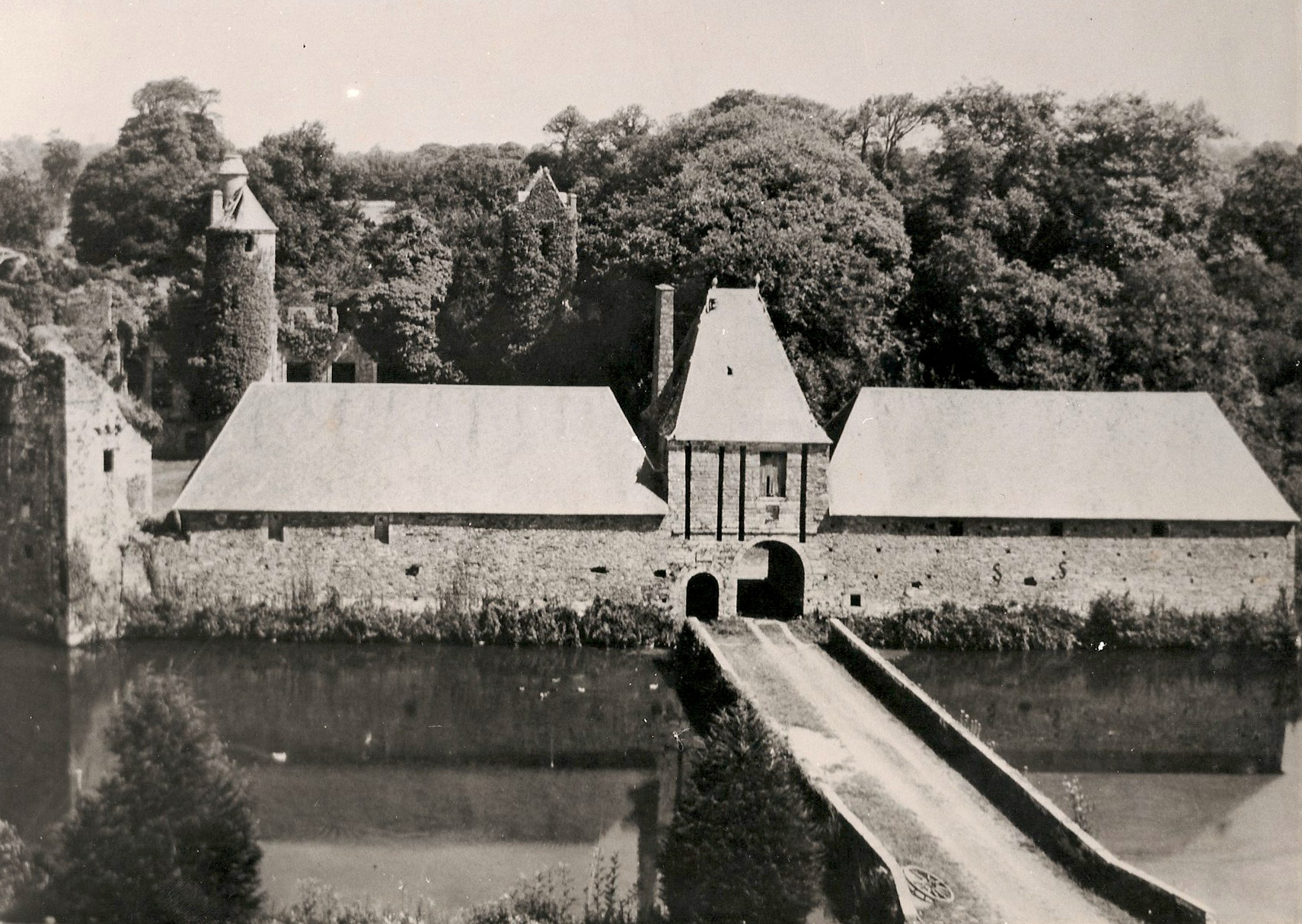

Les vestiges du château, visibles aujourd'hui, s'étagent du XIIIe au XVIIIe siècle. Construit par la famille d'Argouges, restauré et remanié à plusieurs reprises, à la fin du Moyen Âge et au XVIIe siècle avant de rester longtemps à l'abandon, le château de Gratot se présente sous la forme d'une enceinte quadrangulaire entourée de larges douves alimentées en eau par la « fontaine à la Fée ».
On pénétrait dans la cour du château par une poterne percée d'une porte piétonne et d'une porte charretière, chacune munie d'un pont-levis à flèches, comme l'attestent les rainures que l'on peut encore observer aujourd'hui. À l'ouest se dresse une tour d'angle, ancienne entrée du château dont la construction remonte à la fin du XIIIe siècle, qui présente une porte murée. À l'arrière, un petit pont à quatre arches, qui enjambe les douves, donnait accès au jardin à la française du château.
Les communs, composés de deux bâtiments rectangulaires du XVIe siècle, encadrent la poterne. Dans les salles des communs ouest, une exposition permanente « Gratot, des siècles de vie » retrace l'histoire du château et son architecture. Le château abrite régulièrement des manifestations culturelles.
Le logis seigneurial des XVe et XVIIe siècles s'inscrit entre la tour Ronde et la tour à la Fée. Le rez-de-chaussée est ouvert de grandes fenêtres, le premier étage de lucarnes de façade en plein cintre. Il avait à l'origine trois étages et une quinzaine de pièces. La tour Ronde, surmontée d'une tourelle de guet, date du XVe siècle et conserve un aspect médiéval. À l'est du logis seigneurial, la tour dite « tour à la Fée est construite à la fin du XVe siècle ou au début du XVIe siècle. De forme octogonale à la base, elle se termine par une pièce de plan carré supportée par quatre trompes ; elle est coiffée d'un toit en bâtière, dont des balustrades et gargouilles décorent le sommet. L'architecture de cette tour se retrouve dans de nombreuses demeures de la famille d'Argouges.
Des caves, dont l'entrée se situe au pied de la tour Ronde, présentent pour deux d'entre elles des voûtes en arc surbaissé et pour la troisième une voûte d'arêtes sur pilier central.
Un inventaire notarié de la fin du XVIIIe siècle le décrit ainsi : « le château était alors richement décoré et largement pourvu en réserves de nourriture, de vin, de champagne et de cidre. Une quinzaine de serviteurs étaient à demeure au château et il y avait à l'arrière, un beau jardin à la française de 13 000 m2 ».
Souterrain
Selon une croyance locale, il y aurait un souterrain qui relierait le château de Gratot à l'ermitage Saint-Gerbold distant à vol d'oiseau d'un kilomètre.

## Protection aux monuments historiques
Les ruines, les façades et toitures des communs avec la poterne d'entrée et les douves sont classées au titre des monuments historiques par arrêté du 4 août 1970.

## Les seigneurs de Gratot
- Famille de Gratot,
- Richard de Creully,

Blason de la famille d'Argouges.

- Famille d'Argouges — originaire du Bessin. Une branche de cette famille a vécu au château de Gratot de 1237 à 1777.
  - Guillaume d'Argouges, chevalier et seigneur d'Argouges, Saint-Malo-de-Bayeux. Il épouse vers 1237 Jeanne de Gratot qui apporte alors le fief de Gratot.
  - Raoul d'Argouges, armé chevalier en juin 1252, seigneur d'Argouges, fils du précédent. Il épouse en 1252 Jeanne de Granville.
  - Raoul d'Argouges, seigneur d'Argouges, fils du précédent, il épouse vers 1270 Emma de Beaufou.
  - Raoul d'Argouges, seigneur d'Argouges, fils du précédent, fait chevalier par Philippe le Bel en 1313, épouse vers 1300 Jeanne de Semilly.
  - Raoul d'Argouges, chevalier, seigneur d'Argouges, fils du précédent, épouse en 1332 Thomasse de Beaumont, dame de Beaumont en la Hague. Ils bâtissent ensemble le manoir de Beaumont.
  - Guillaume d'Argouges, chevalier, seigneur d'Argouges, Capitaine du château de Bayeux en 1356, il épouse en 1370, Jeanne de Clamorgan.
  - Philippe d’Argouges, écuyer, seigneur d'Argouges, il épouse Marguerite de la Champagne en 1402. Ils font construire la chapelle Saint-Gerbold entre 1402 et 1417.
  - Jean d’Argouges, écuyer, seigneur d'Argouges, il épouse Charlotte de Carbonnel en 1428.
  - Pierre d’Argouges, seigneur d'Argouges, il épouse Marie aux Épaules en 1471.
  - Pierre d’Argouges, seigneur d'Argouges, il épouse Guillemette de Foligny en 1501.
  - Gilles d’Argouges, écuyer, seigneur d'Argouges, capitaine des Côtes de la marine au siège du Cotentin et environs et cofondateur des Cordeliers de Granville. Il épouse Louise d’Angerville en 1543.
  - Jacques d’Argouges, écuyer, seigneur d'Argouges, il épouse Renée de Pont Bellanger en 1566. Elle apporte le château de Rasnes en dot. Il sert le roi Henri II.
  - Charles d’Argouges,
  - Louis d’Argouges, chevalier, seigneur d'Argouges, il épouse Claire de Bricqueville en 1646 puis Charlotte de la Bellière en 1651. La seigneurie est érigée en marquisat.
  - Georges d’Argouges, chevalier, marquis, seigneur d'Argouges, il épouse Anne Le Vasseur en 1678.
  - Jean-Antoine d’Argouges, chevalier, marquis, seigneur d'Argouges, capitaine de cavalerie puis capitaine de gendarmerie et chevalier de l’ordre militaire de Saint-Louis. Il épouse Renée Bonne Françoise de Faudoas en 1736. Elle apporte la baronnie de Marcey en dot.
- Guillaume-François Douessey.

## Légende de la fée
Un seigneur d'Argouges, un soir, revenant de la chasse rencontra à la fontaine une très belle jeune femme du nom d'Andaine, la fée de Gratot. Il en devint éperdument amoureux et lui demanda sa main. La belle lui dit qu'elle était une fée et qu'elle acceptait de devenir son épouse à condition qu'il ne prononça jamais le mot « mort ». Le seigneur le promit.
Un jour, lors d'un banquet organisé pour son cousin le seigneur de Granville, le seigneur de Gratot, excédé d'attendre sa dame qui s'apprêtait, lui lança : « Dame, êtes lente en vos besognes, seriez bonne à aller quérir la mort ! ». La fée poussa alors un cri déchirant, monta sur le rebord de la fenêtre et disparut en laissant l'empreinte de sa main.